# Elbepark (Hohe Börde)
Der Elbepark (andere Schreibweisen: Elbe-Park, ElbePark, Elbe Park) ist ein 1993 eröffnetes Einkaufszentrum in der Hohen Börde im Ortsteil Hermsdorf in Sachsen-Anhalt.

## Lage
Der Elbepark befindet sich günstig gelegen am Autobahnkreuz Magdeburg zwischen der A 2 und der A 14 in der Hohen Börde vor den Toren Magdeburgs. Die B 1 verläuft südlich des Elbeparks durch Irxleben.
An den öffentlichen Personennahverkehr ist das Einkaufszentrum durch die BördeBus Verkehrsgesellschaft mit den Buslinien 614 und 630 und der Bushaltestelle Hermsdorf Elbepark angebunden.

## Gebäude und Geschäfte

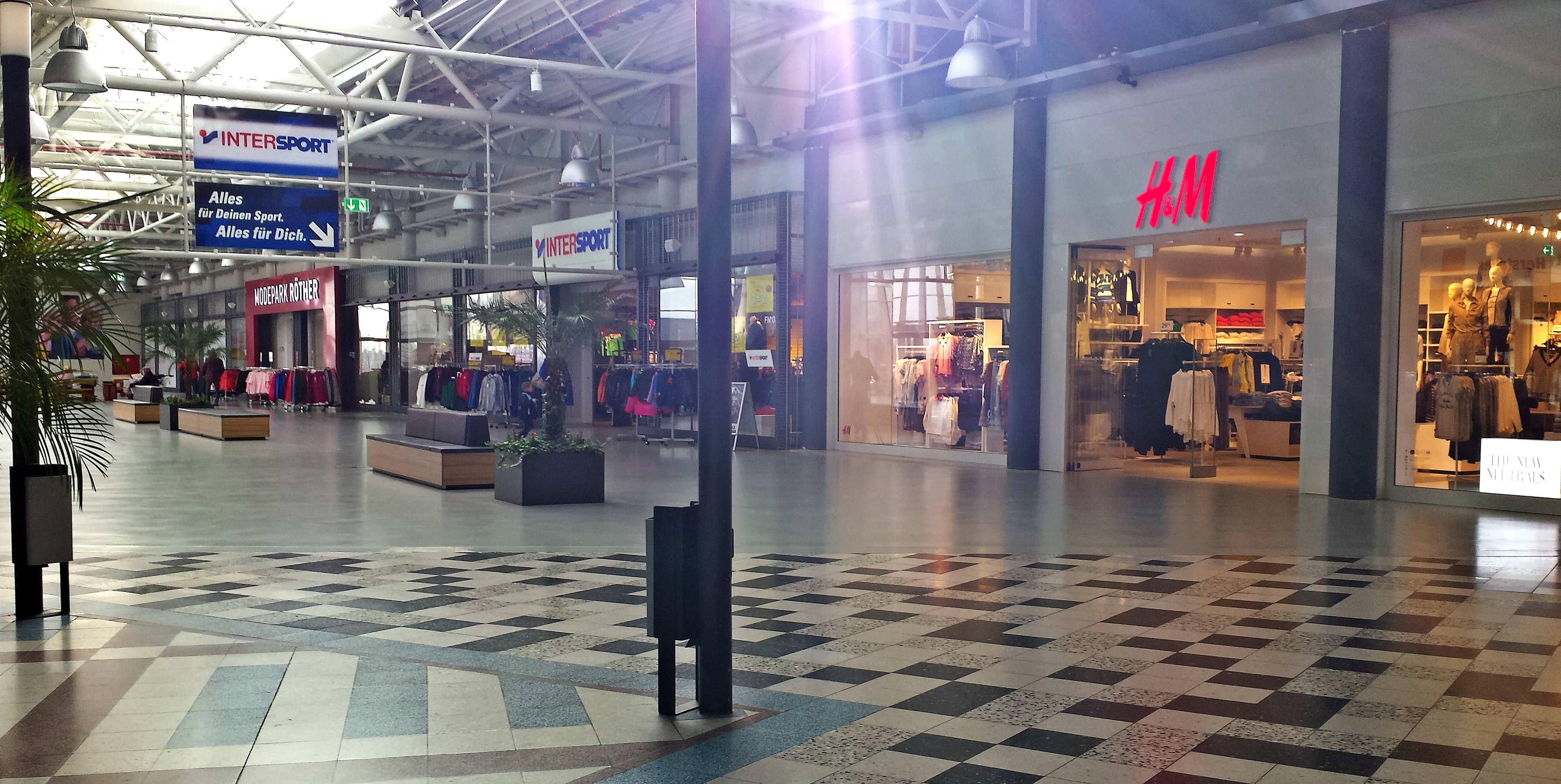
Innenansicht des Elbeparks

Der Elbepark verfügt über eine Ladenfläche von 45.000 m² mit 56 Geschäften, Cafés und Restaurants. (Stand 2014) Das Gebäude ist ebenerdig und barrierefrei und besitzt zwei behindertengerechte Toiletten.
Das Angebot des Elbeparks besteht aus Mode- und Schuhgeschäften, Freizeit- und Geschenkgeschäften, Dienstleistern, Parfümerien, Drogerien, Lebensmittelgeschäften, Elektronikgeschäften und gastronomischen Einrichtungen.
Zu den bekanntesten Geschäften gehören der Nike Clearance Store, H&M, ein Reno Outlet, der Elektronikfachmarkt Euronics, Intersport und Real. Außerdem gibt es seit dem Besitzerwechsel im Herbst 2012 durch die Röther Grundstücks GmbH eine Filiale des Modepark Röther, die auch Marken wie Adidas, Bench oder Jack and Jones anbietet.